# Хронологія світових рекордів з бігу на 2000 метрів серед жінок
Світові рекорди з бігу на 2000 метрів серед жінок визнаються Світовою легкою атлетикою з-поміж результатів, показаних на відповідній дистанції на біговій доріжці стадіону, за умови дотримання встановлених вимог.
Світові рекорди з бігу на 2000 метрів серед жінок почали фіксуватись 1984 року.

## Хронологія рекордів
| Результат                               | Атлетка                   | Місто змагань | Дата змагань | Примітки    | Відео            |
| --------------------------------------- | ------------------------- | ------------- | ------------ | ----------- | ---------------- |
| 5.28,72                                 | Тетяна Казанкіна СРСР     | Москва        | 04.08.1984   |             |                  |
| 5.28,69                                 | Марічіка Пуйке Румунія    | Лондон        | 11.07.1986   |             | Відео на YouTube |
| 5.25,36                                 | Соня О'Саллівен Ірландія  | Единбург      | 08.07.1994   |             | Відео на YouTube |
| 5.23,75i                                | Гензебе Дібаба Ефіопія    | Сабадель      | 07.02.2017   | [ 1 ]       | Відео на YouTube |
| 5.21,56                                 | Франсін Нійонсаба Бурунді | Загреб        | 14.09.2021   | [ 2 ] [ 3 ] | Відео на YouTube |
| 5.19,70                                 | Джессіка Галл Австралія   | Фонв'єй       | 12.07.2024   | [ 4 ] [ 5 ] | Відео на YouTube |
| 0 років, 258 днів від дати встановлення |                           |               |              |             |                  |